# Vis Pozidriv

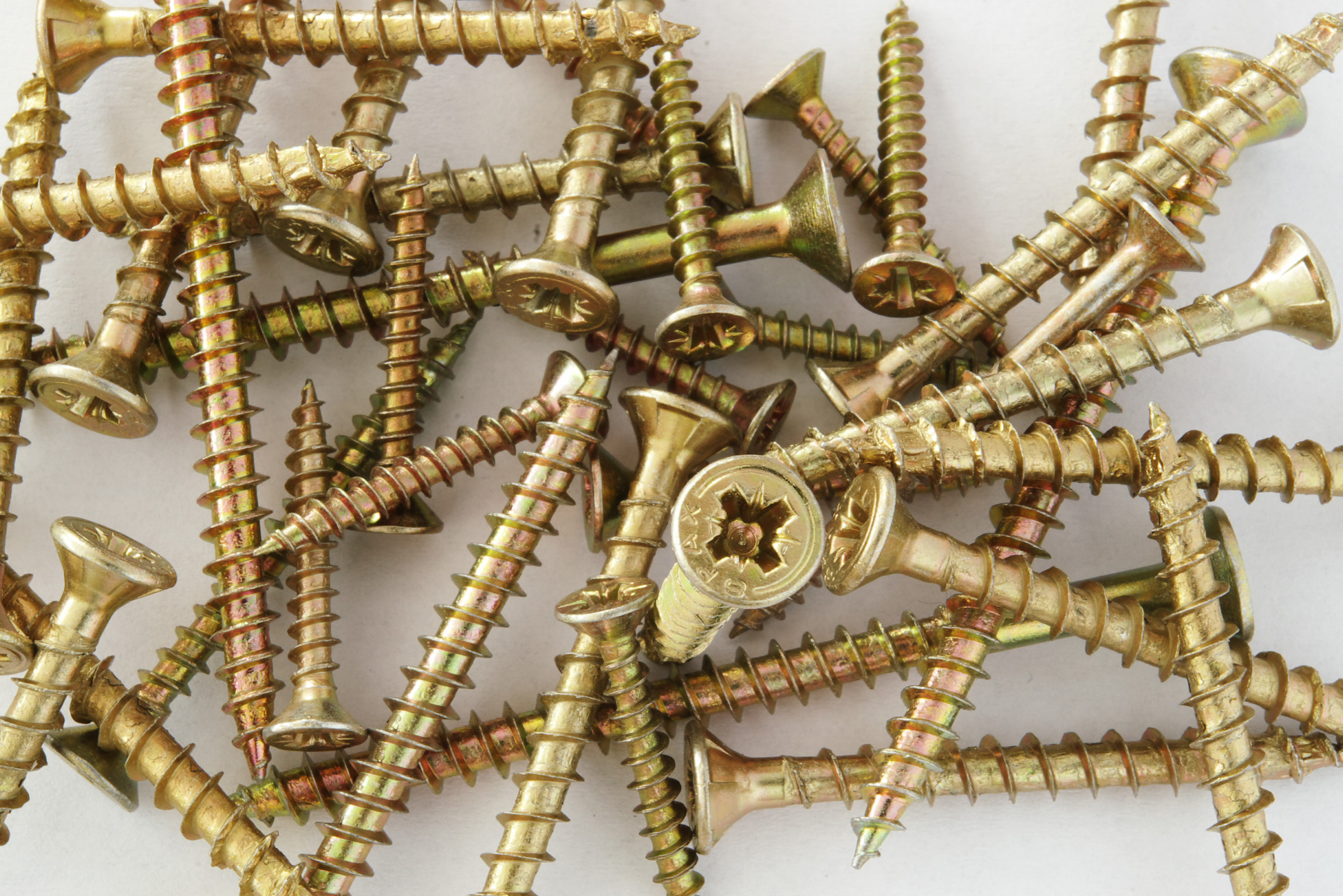
Vis à tête Pozidriv.

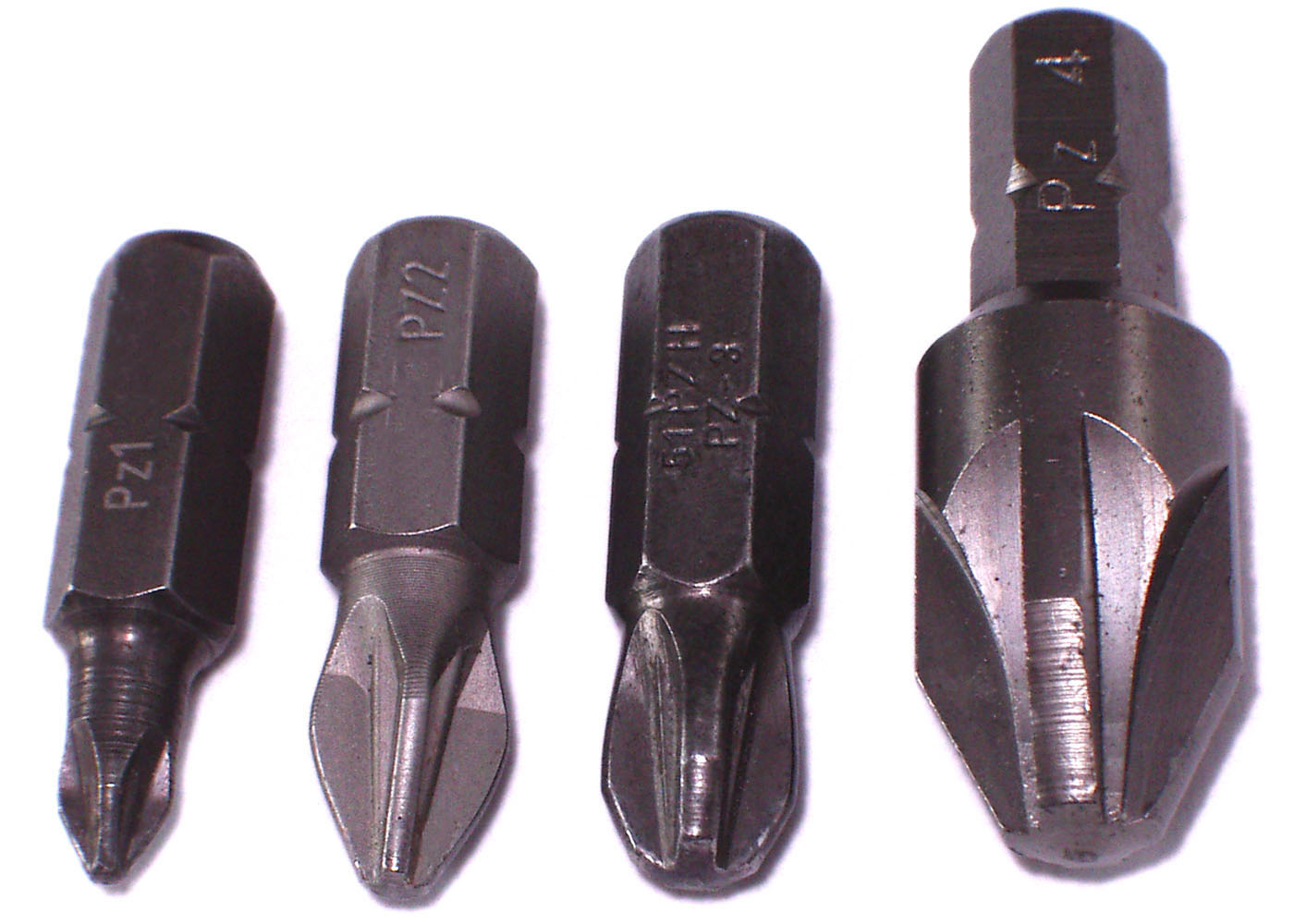
Embouts de tournevis Pozidriv, de gauche à droite PZ-1 à PZ-4.

La vis Pozidriv (prononcé [pɔzɪdʁajv]) est un type de vis de fixation, brevetée par la société GKN Screws and Fasteners en 1962,.

## Caractéristiques
Elle est plus récente que la vis cruciforme « traditionnelle » (à embout Philips) et se répand de plus en plus. Elle a été conçue dans le même esprit que la vis cruciforme, sauf que l'empreinte a une forme légèrement différente, telle qu'en fin de vissage, l'embout n'échappe pas. C'est la visseuse (pneumatique ou électrique), généralement équipée d'un limiteur de couple, qui s'arrête. Cette technique réduit la fatigue de l'opérateur en grande série. De plus, un couple plus important peut être appliqué.
Les embouts Pozidriv sont marqués « PZ » suivi d'un numéro (les embouts Philips  sont marqués « PH »). Les vis Pozidriv sont reconnaissables facilement : l'empreinte a une forme d'étoile à huit branches : quatre grandes comme les Phillips plus quatre petites décalées de 45°.

Représentation schématique d'une empreinte de vis Pozidriv.

Il y a sept tailles de vis Pozidriv : PZ-0, PZ-1, PZ-2, PZ-3, PZ-4, PZ-5, PZ-6

## Compatibilité
Les deux empreintes Philips et Pozidriv sont théoriquement incompatibles, quoiqu'à première vue quasi identiques. On ne doit pas utiliser un embout de vis cruciforme pour des vis Pozidriv et vice-versa. Un embout Philips a du jeu dans une empreinte Pozidriv et ne tiendra pas en cas de couple élevé, abîmant ainsi l'empreinte. Un embout Pozidriv n'est pas compatible avec une empreinte Philips,,.